# Ligne de Padoue à Bologne
La Ligne de Padoue à Bologne est une voie ferrée italienne du réseau national qui relie Padoue (Vénétie) à Bologne (Émilie-Romagne), en desservant Rovigo et Ferrare. L'infrastructure est gérée par Rete Ferroviaria Italiana, qui la classe comme ligne de première importance.

## Histoire
| Section                | Inauguration      |
| ---------------------- | ----------------- |
| Bologne-Ferrara        | 26 janvier 1862   |
| Ferrara-Pontelagoscuro | 15 avril 1862     |
| Padova-Rovigo          | 11 juin 1866      |
| Rovigo-Pontelagoscuro  | 1er décembre 1866 |

La ligne fut envisagée comme prolongement logique de la ferrovia Porrettana (Bologne-Pistoia) vers la plaine du Pô et Venise.  Le premier tronçon ouvert fut celui de Ferrare à Bologne le 26 janvier 1862, le prolongement à Pontelagoscuro fut effectif le 15 avril de la même année.
Le tronçon Padoue-Rovigo, alors que la Vénétie dépendait encore de l'Empire autrichien, fut ouvert le 11 juin 1866, quelques jours seulement avant l'ouverture des hostilités de la troisième guerre d'indépendance italienne. Le segment manquant, de Pontelagoscuro à Rovigo, fut construit en urgence durant les hostilités, le trafic civil commença le 1er décembre 1866 après la fin des combats et l'admission de la Vénétie dans le royaume d'Italie. La gestion de toute la ligne fut confiée à la Società per le Ferrovie dell'Alta Italia (SFAI). En 1905 sa gestion est transférée à FS, puis en 2001 à RFI. Depuis 2006 la ligne est intégralement à double voie et électrifiée, après la fin du doublement du tronçon Pontelagoscuro-Occhiobello.

## Caractéristiques

### Tracé
La ligne est à double voie, en écartement standard. 

### Électrification
Son électrification est en 3 000 V continu.

## Exploitation
Dessertes à longue distance
- Trenitalia, avec InterCity, Frecciabianca et Frecciargento
- NTV, avec des trains .italo

Desserte régionale
- Trenitalia
- FER, uniquement sur le segment Bologne-Ferrare exploité par trenitalia.